# SN 2003hr
SN 2003hr – supernowa typu II odkryta 31 sierpnia 2003 roku w galaktyce NGC 2551. W momencie odkrycia miała maksymalną jasność 16,80m.